# Marcel Labrume
Marcel Labrume est une série de bande dessinée d'aventure réalisée par l'Italien Attilio Micheluzzi dont les deux volumes ont été publiés en français en 1983 par Les Humanoïdes associés. Le second volume a obtenu un controversé Alfred du meilleur album au festival d'Angoulême 1984, face au grand favori Partie de chasse.

## Albums
1. Que tu es beau Marcel, t'es un salaud Marcel, février 1983.
2. À la recherche des guerres perdues, novembre 1983. Alfred du meilleur album au festival d'Angoulême 1984[1]

### Documentation
- Benoît Mouchart, « Marcel Labrume », dans Primé à Angoulême, Éditions de l'An 2, 2003, p. 32-33.